# Cuminum
- Commons
- Wikispecies

Cuminum L. é um género botânico pertencente à família Apiaceae.

## Espécies
- Cuminum cyminum L.
- Cuminum odorum Salisb.
- «Lista completa»

## Classificação do gênero
| Sistema | Classificação                    | Referência               |
| ------- | -------------------------------- | ------------------------ |
| Linné   | Classe Pentandria, ordem Digynia | Species plantarum (1753) |